# 苏联通信部
苏联通信部(俄语：Министерство связи СССР)负责全苏的邮政与电信、广播、电视播送工作。为苏联部长会议下设的一个全联盟部。
通信部下辖
- 苏联邮政总局
- 苏联报刊发行总局：莫斯科市朱可夫元帅大街。1986年发行连续出版物5275种，报纸8515种，日发行量4.5亿份。工作人员9.2万人（不含邮政递送人员）。下辖上千家企业、3.2万个报亭（78%是退休后老人）、800家商店、9200座自动售报机。传统是从8月1日至10月31日为来年报刊征订期。发行费率7-9%。年商品周转额35亿卢布，其中报刊零售额5亿卢布，靠报亭出售邮票、文具、卷烟、地图、牙刷、肥皂等物品实现全系统盈利。

## 历史

### 苏联邮电人民委员部(1923–32)
1923年7月6日成立苏联邮政电报人民委员部（简称“邮电人民委员部”）。1923年11月12日苏联中央执行委员会批准了邮电人民委员部的职责法律。
1924年，邮电人民委员部开始在农村地区运营移动邮政服务。1925年，68%的苏联人口有邮政上门递送服务。
1924年开始建立公共广播网。
1929年，电报网恢复到一战爆发前的水平。进一步改进包括印字电报机。1929年开通第一条传真线路。1929年在顿河畔罗斯托夫开通了第一个6000门自动交换机。1930年在莫斯科开通了2座区局自动交换机。 
1932年1月17日，邮电人民委员部改称通信人民委员部。

### 1932–1946苏联通信人民委员部
1932年1月17日，苏联邮电人民委员部改称苏联通信人民委员部。
二战前的两个五年计划(1929–1940), 苏联通信业快速发展。长途高频载波通信，允许3路、4路、12路电话信号或16路电报在一路载波上同时使用。 1939年建成的莫斯科至哈巴罗夫斯克(8,600 km)3路载波使得苏联腹地与远东地区有了可靠的通信干线。1940年，莫斯科中央电报公司有22条传真电路。1941年莫斯科至列宁格勒件在一对线路上同时运营12路电话通话。
三十年代开始建设农村电话。至1940年，70%的农村地区实现了电话覆盖，76.3%的國營農場, 9.2%的集体农庄通了电话.
无线电广播网得到了快速发展。三十年代初期共产国际无线电台的功率达500 kW, 建设了一批100 kW电台。接收网络不断扩大，转播中央节目的有线广播网也建设起来。电视广播在1939年开播。
1941年至1945年的苏德战争期间，从最高统帅部大本营到各方面军的通信保持了稳定可靠。苏联邮政总局递送了几十亿份信函， 工农红军每月平均收到7000万封军邮。
战时大约过半的电信局被破坏。1948年电话系统能力与装机数量超过了战前。
1946年，苏联通信人民委员部改称苏联通信部。

### 苏联通信部 (1946–1991)
起初是全联盟部。1954年改为联盟-加盟共和国部。

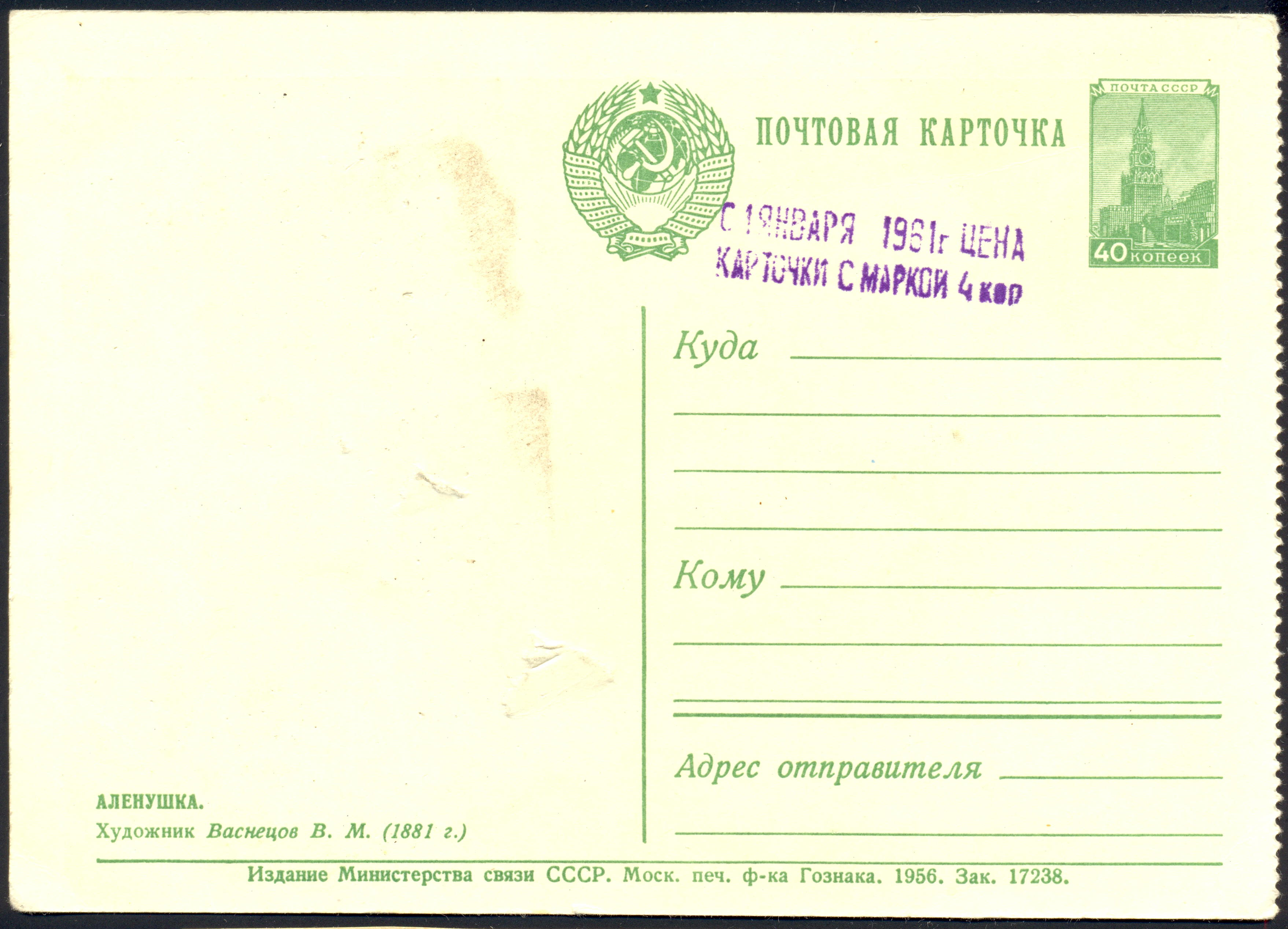
1956年附邮的明信片，1961年卢布改币值后加盖表示新邮资。
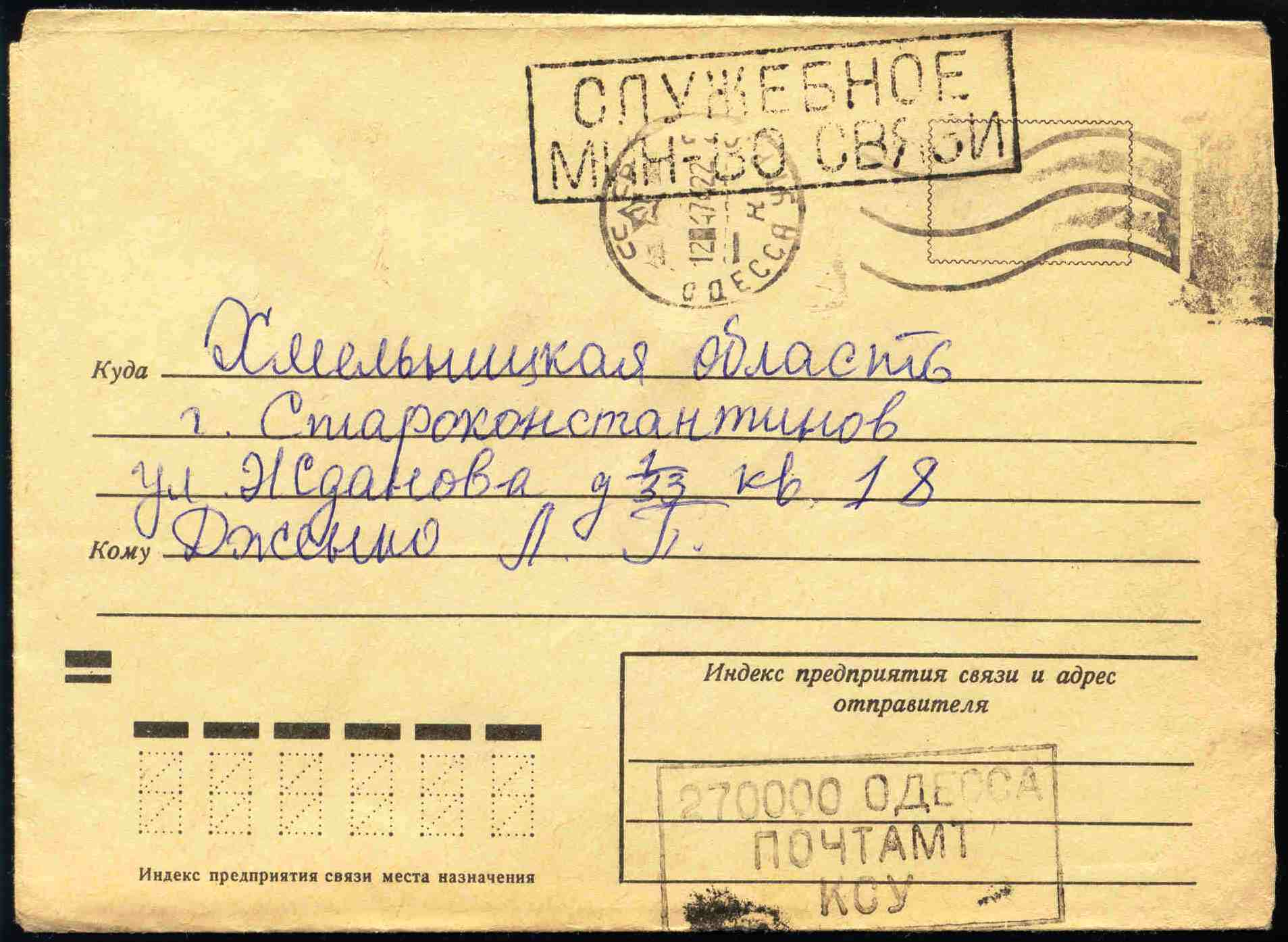
官方信件（英语：Official mail）的邮封，邮戳为敖德萨，1974年4月12日
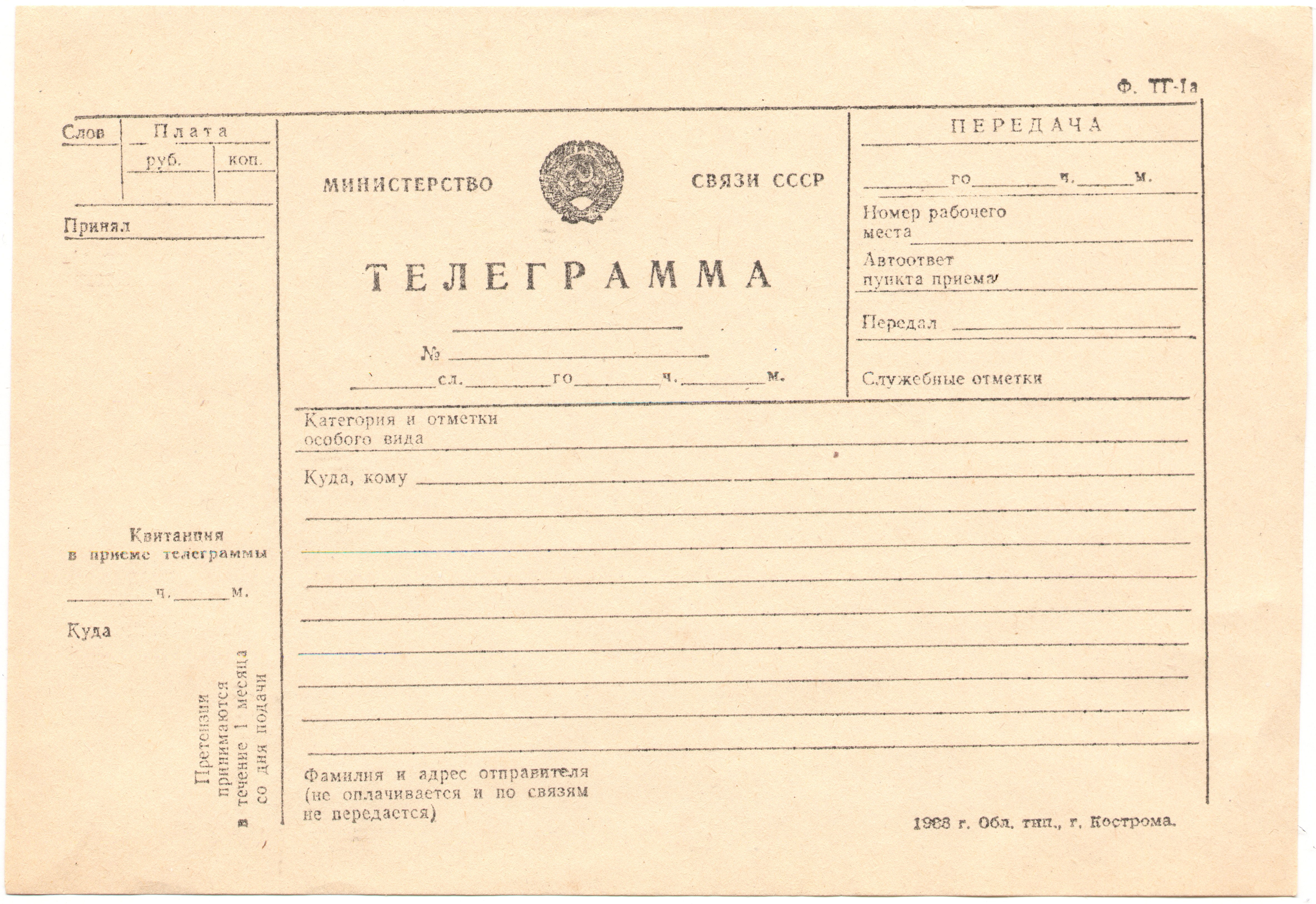
空白电报纸 (1988)

## 邮票

### 1923–1932
邮电人民委员签署发行邮票。 除了在老邮票上加盖，开始发行新邮票。1922年至1930年发行了用于救荒、儿童福利募捐的慈善邮票。
1923年至1924年，苏联邮票出口522.6百万卢布。

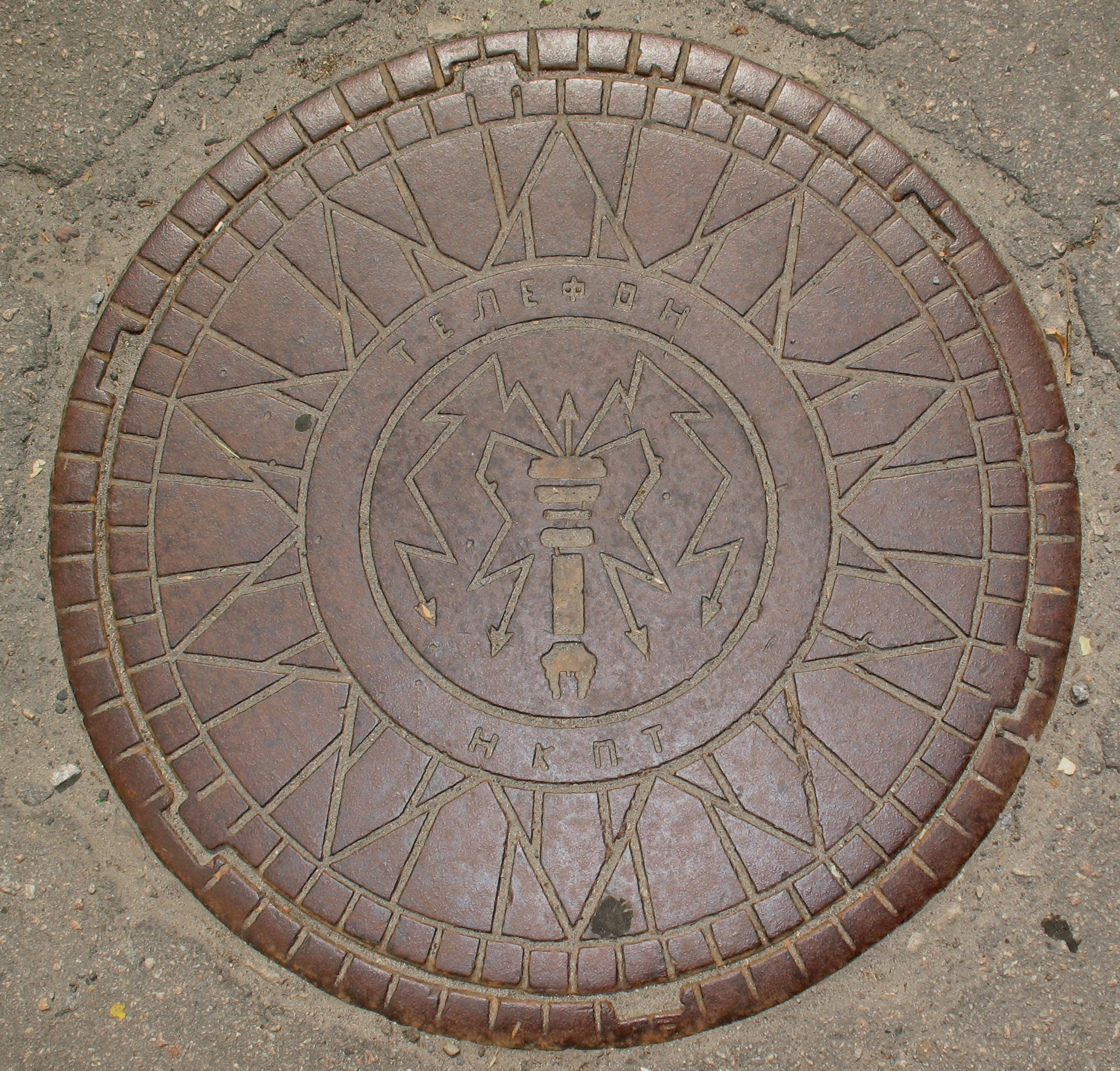
1929年哈尔科夫的通信井盖，上面有邮电人民委员部的徽记。
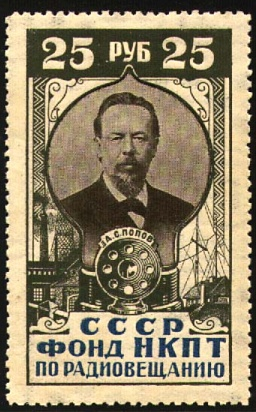
1926年印花稅票邮票以支持无线电广播，为亚历山大·斯塔帕诺维奇·波波夫头像。

### 1932–1946
1939年至1940年，以集邮为目的销售的邮票款有很大增长。通信人民委员部85%的收入 (总收入19.833百万卢布中的17.28百万卢布)来自邮票。

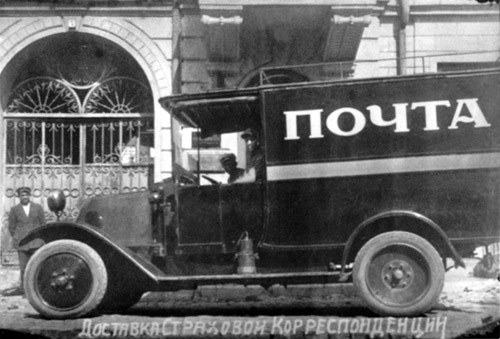
三十年代的苏联邮车
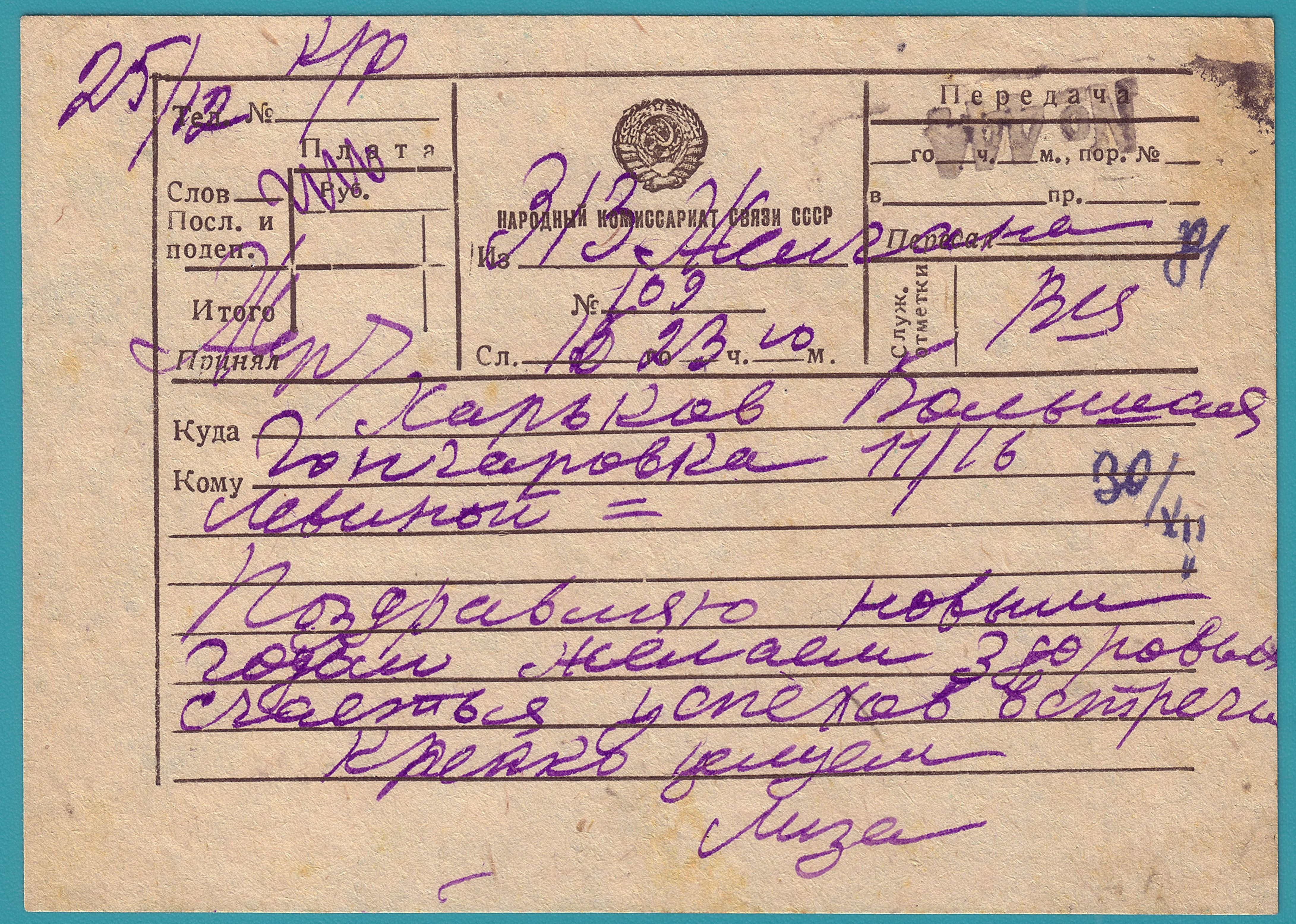
1944年通信人民委员部发往解放后的哈尔科夫的电报
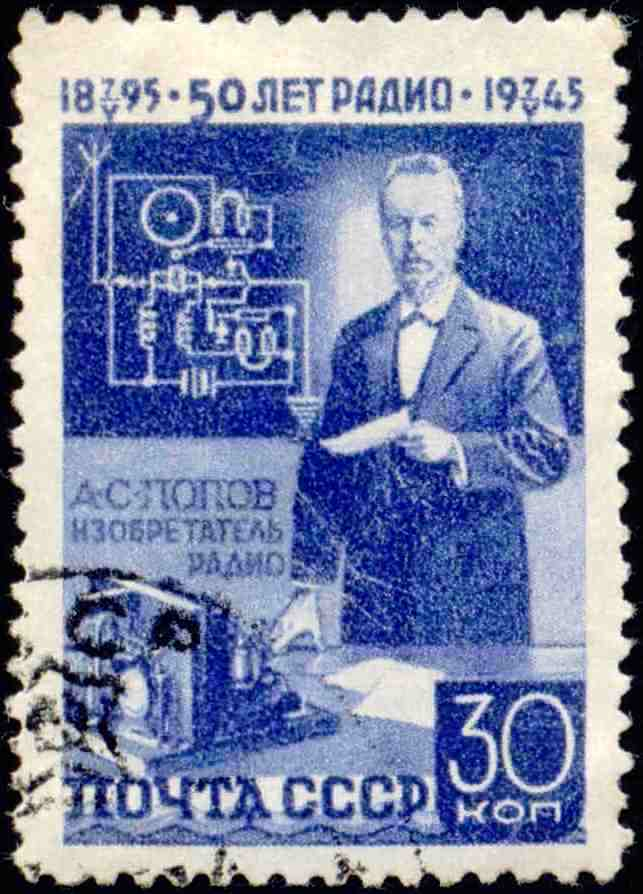
1945年纪念亚历山大·斯塔帕诺维奇·波波夫发明无线电（英语：invention of radio）50周年的邮票。
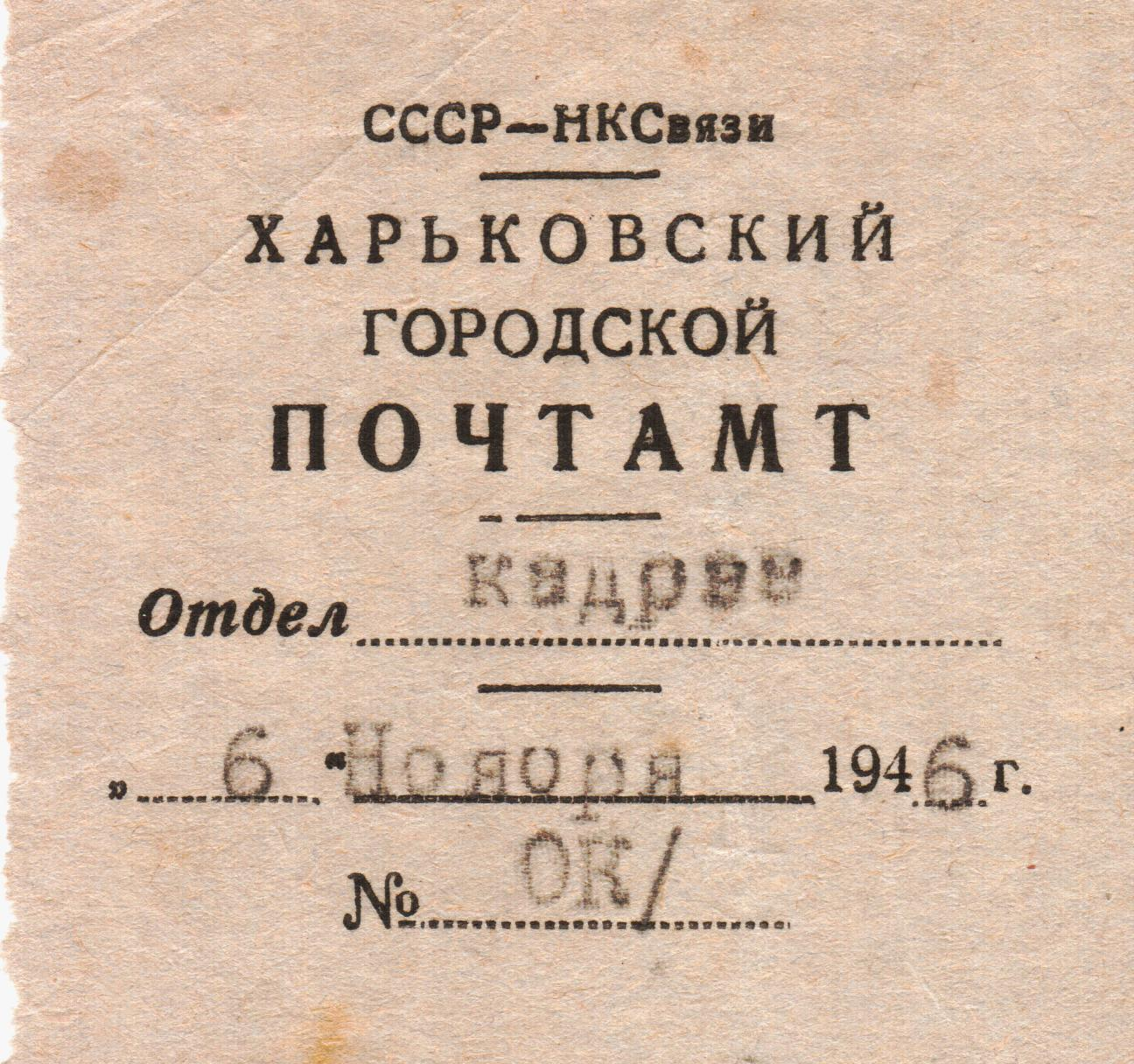
1946年哈尔科夫邮局的信头

## 苏联通信部长
| 姓名                                               | 任期                            |
| -------------------------------------------------- | ------------------------------- |
| 伊万·尼基奇·斯米尔诺夫                             | 1923年7月6日 – 1927年1月1日     |
| 阿尔捷米·柳博维奇                                  | 1927年1月1日 – 1928年1月17日    |
| 尼古拉·基里洛维奇·安季波夫                         | 1928年1月17日 – 1931年3月30日   |
| 阿列克谢·伊万诺维奇·李可夫                         | 1931年3月30日 – 1936年9月26日   |
| 亨里希·格里戈里耶维奇·雅戈达                       | 1936年9月26日 – 1937年4月5日    |
| 因诺肯蒂·哈列普斯基                                | 1937年4月5日 – 1937年8月17日    |
| 马特维·伯曼                                        | 1937年8月17日 – 1938年7月1日    |
| (空缺)                                             | 1938年7月1日 – 1939年5月7日     |
| 伊万·捷连季耶维奇·佩列瑟普金通信兵上将、通信兵元帅 | 1939年5月7日 – 1944年7月20日    |
| 康斯坦丁·雅科夫列维奇·谢尔盖丘克                   | 1944年7月20日– 1948年3月30日    |
| 尼古拉·杰米扬诺维奇·普苏尔采夫通信兵上将           | 1948年3月30日 – 1975年9月3日    |
| 尼古拉·弗拉基米罗维奇·塔雷津                       | 1975年9月3日 – 1980年10月24日   |
| 瓦西里·沙姆申                                      | 1980年10月24日 – 1989年6月7日   |
| 埃伦·佩维辛                                        | 1989年6月7日 – 1990年12月26日   |
| 根纳季·库德里亚夫采夫                              | 1990年12月26日 – 1991年12月26日 |

## 出版
苏联通信部主办下列出版物:
- 《通信》杂志 (俄语：«Вестник связи»),[11]
- 《苏联集邮（英语：Filateliya SSSR）》杂志 (俄语：«Филателия СССР»)，与全苏集邮协会（其他語言） ,[12]合办
- 苏联邮票目录（英语：Soviet Union stamp catalogue）